# Tom – Ein echter Freund
Tom – Ein echter Freund ist eine spanische Zeichentrickserie mit insgesamt 39 Folgen, die zwischen 1999 und 2007 entstanden ist. Regie führte Ernest Agulló, das Buch stammt von J. Hibbert und Chr. Matzerath. Sie basiert auf einer Idee von Daniel Torres, der die Figur des Tom ursprünglich für ein Comic geschaffen hat. Es handelt sich um eine europäische Koproduktion zwischen den EBU-Mitgliedern BBC, ORF, RTBF, TSR, Vlaamse Radio- en Televisieomroep, France 2, France 3, RAI, RTSI, TVE und ZDF, sowie Cromosoma und Norma Editorial (Spanien), die in Spanien hergestellt wurde.

## Inhalt
Der Dinosaurier Tom befindet sich in jeder Episode in einem anderen Land oder anderen Stadt. Tom ist bei seinen Abenteuern meistens mit den beiden Kindern Tip und Wanda unterwegs. Dabei wird er immer vom reichen Karussell- und Parkbetreiber Mr. Carter und dessen beiden Handlangern Ms. Hatch, seinem früheren Kindermädchen, und Weedon, ihrem Neffen, gejagt. Zu dem Zirkus gehören der meist schlecht gelaunte Clown Rupert und Mrs. Hamilton, die gleichzeitig die Direktorin ist.

## Folgen
| Nummer | Titel                    | dt. Erstausstrahlung |
| ------ | ------------------------ | -------------------- |
| 1.     | Tom in New York          | 21. März 2007        |
| 2.     | Tom in Deutschland       | 22. März 2007        |
| 3.     | Tom in Arabien           | 23. März 2007        |
| 4.     | Tom in Amsterdam         | 26. März 2007        |
| 5.     | Tom in Rio               | 27. März 2007        |
| 6.     | Tom in Paris             | 28. März 2007        |
| 7.     | Tom in Schottland        | 29. März 2007        |
| 8.     | Tom in Hollywood         | 30. März 2007        |
| 9.     | Tom in Tahiti            | 2. April 2007        |
| 10.    | Tom am Amazonas          | 3. April 2007        |
| 11.    | Tom in Kenia             | 4. April 2007        |
| 12.    | Tom in Barcelona         | 5. April 2007        |
| 13.    | Tom in Istanbul          | 6. April 2007        |
| 14.    | Tom in Moskau            | 9. April 2007        |
| 15.    | Tom in Venedig           | 10. April 2007       |
| 16.    | Tom in Ägypten           | 11. April 2007       |
| 17.    | Tom in Südafrika         | 12. April 2007       |
| 18.    | Tom auf dem Machu Picchu | 13. April 2007       |
| 19.    | Tom in Japan             | 16. April 2007       |
| 20.    | Tom in der Karibik       | 17. April 2007       |
| 21.    | Tom in Australien        | 18. April 2007       |
| 22.    | Tom in London            | 19. April 2007       |
| 23.    | Tom auf dem Himalaya     | 20. April 2007       |
| 24.    | Tom in Griechenland      | 23. April 2007       |
| 25.    | Tom in Las Vegas         | 24. April 2007       |
| 26.    | Tom in Indien            | 25. April 2007       |
| 27.    | Tom in Frankreich        | 5. März 2008         |
| 28.    | Tom in Marokko           | 6. März 2008         |
| 29.    | Tom in Neuseeland        | 9. März 2008         |
| 30.    | Tom in Sizilien          | 10. März 2008        |
| 31.    | Tom in Prag              | 11. März 2008        |
| 32.    | Tom in Belgien           | 12. März 2008        |
| 33.    | Tom in Peking            | 13. März 2008        |
| 34.    | Tom in Kambodscha        | 14. März 2008        |
| 35.    | Tom in Bilbao            | 17. März 2008        |
| 36.    | Tom in Berlin            | 18. März 2008        |
| 37.    | Tom in Mexiko            | 19. März 2008        |
| 38.    | Tom in Polen             | 20. März 2008        |
| 39.    | Tom in der Schweiz       | 21. März 2008        |

## Veröffentlichung
In Deutschland wurde die erste Folge am 28. April 2004 auf KiKA ausgestrahlt. In Österreich läuft die Sendung in unregelmäßigen Abständen auf ORF eins. Die Serie erschien auch auf DVD und wurde unter anderem auch auf Englisch, Französisch, Spanisch, Italienisch und Flämisch synchronisiert.